# Unterseeboot UB-68
Pour les articles homonymes, voir UB68.
Pour les autres navires du même nom, voir Unterseeboot 68.
L'Unterseeboot UB-68 est un sous-marin (U-Boot) allemand de type UB III utilisé par la Kaiserliche Marine pendant la Première Guerre mondiale. Le sous-marin a été commandé le 20 mai 1916. Il est mis en service dans la marine impériale allemande le 5 octobre 1917. Le sous-marin a effectué cinq patrouilles et a coulé cinq navires pendant la guerre. 

## Conception
Comme tous les sous-marins de type UB III, l'UB-68 avait un déplacement de 513 tonnes en surface et de 647 tonnes en immersion. Ses moteurs lui permettaient de naviguer à 13,2 nœuds (24,4 km/h) en surface et à 7,6 nœuds (14,1 km/h) en immersion. Il avait une autonomie de 9090 milles marins (16830 km) à sa vitesse de croisière. L'UB-68 transportait 10 torpilles et était armé d’un canon de pont de 8,8 cm. L'UB-68 avait un équipage pouvant compter jusqu’à 3 officiers et 31 hommes. 

## Perte
Sous le commandement de Karl Dönitz, l'UB-68 rencontra des problèmes techniques le 4 octobre 1918 et dut faire surface. Il fut alors coulé par des tirs d’artillerie à la position 33° 56′ N, 16° 20′ E. Il y a eu un mort et trente-trois survivants. D’autres sources désignent les navires de guerre britanniques impliqués dans le naufrage de l’UB-68 comme étant le HMS Snapdragon et le HMS Cradosin, et affirment que quatre membres d’équipage sont morts dans l’événement.

## Affectations
- Flottille Mittelmeer I : du 8 janvier au 4 octobre 1918[2]

## Commandants
- Oberleutnant zur See / Kapitänleutnant Heino von Heimburg : du 5 octobre 1917 – 1er juillet 1918[6]
- Oblt.z.S. Karl Dönitz : du 2 juillet au 4 octobre 1918[7]

## Navires coulés
| Date           | Nom               | Nationalité      | Tonnage | Destin.   |
| -------------- | ----------------- | ---------------- | ------- | --------- |
| 10 avril 1918  | Warwickshire      | United Kingdom   | 8012    | Endommagé |
| 11 avril 1918  | Kingstonian       | United Kingdom   | 6564    | Endommagé |
| 13 avril 1918  | Provence III      | France           | 3,941   | Endommagé |
| 26 avril 1918  | Angelina Di Paola | Royaume d'Italie | 228     | Coulé     |
| 1 juin 1918    | Angelina          | Royaume d'Italie | 1260    | Coulé     |
| 3 juin 1918    | Glaucus           | United Kingdom   | 5295    | Coulé     |
| 12 juin 1918   | Monginevro        | Royaume d'Italie | 5271    | Endommagé |
| 24 juin 1918   | Saint Antoine     | France           | 43      | Coulé     |
| 4 octobre 1918 | Oopack            | United Kingdom   | 3883    | Coulé     |